# 地域銀行
地域銀行（ちいきぎんこう）は、地方銀行、第二地方銀行（旧：相互銀行）及び埼玉りそな銀行とをあわせた呼称である。

## 概要
金融庁では、2014年7月の金融モニタリングレポートにおいて（p2）この用語を使用している。さらに2018年に制定された地域における一般乗合旅客自動車運送事業及び銀行業に係る基盤的なサービスの提供の維持を図るための私的独占の禁止及び公正取引の確保に関する法律の特例に関する法律（令和2年法律第32号）第2条第3号においては「主として対面により基盤的サービスを提供している銀行（全国の区域の全部又は大部分において自らが提供している基盤的サービスの全部又は大部分を提供していると認められる者を除く）として主務省令で定める者」と定義し、地域における一般乗合旅客自動車運送事業及び銀行業に係る基盤的なサービスの提供の維持を図るための私的独占の禁止及び公正取引の確保に関する法律の特例に関する法律施行規則（令和2年内閣府・国土交通省令第6号）第5条は「法第二条第三号に規定する主務省令で定める者は、金融庁長官が指定する者とする」とし、地域における一般乗合旅客自動車運送事業及び銀行業に係る基盤的なサービスの提供の維持を図るための私的独占の禁止及び公正取引の確保に関する法律の特例に関する法律施行規則第五条の規定に基づき金融庁長官が指定する者を定める件（令和2年11月27日金融庁告示第52号）」で、次のように指定し、地方銀行、第二地方銀行）及び埼玉りそな銀行が地域銀行であるとしている。
- 一般社団法人全国地方銀行協会の会員である銀行
- 一般社団法人第二地方銀行協会の会員である銀行
- 株式会社埼玉りそな銀行